# 托尔瑙圣雅各布
托尔瑙圣雅各布（匈牙利語：Tornaszentjakab）是匈牙利包尔绍德-奥包乌伊-曾普伦州所辖的一个村。总面积28.22平方公里，总人口209，人口密度7.4人/平方公里（2011年1月1日）。